# Luigi Piavi
Luigi Piavi, O.F.M. Obs. (Ravena, Italia 17 de marzo de 1833  - Jerusalén, Mutasarrifato de Jerusalén 24 de enero de 1905) fue un obispo italiano, patriarca latino de Jerusalén de 1889 a 1905.

## Biografía
Luigi Piavi recibió la ordenación sacerdotal en 1855. El Papa Pío IX le nombró en 1876 delegado apostólico para Siria y vicario apostólico de Alepo. Reciba la consagración episcopal como arzobispo titular de Siunia el 18 de noviembre de 1876. En 1889 Piavi fue nombrado Patriarca latino de Jerusalén por León XIII.
Desempeñó el cargo desde 1889 hasta su muerte en 1905. Ejerció a la vez el cargo de Gran Maestre de la  Orden del Santo Sepulcro de Jerusalén.